# Djazair-i Bahr-i Safid
Djazair-i Bahr-i Safid fou un antic eyalat de l'Imperi Otomà conegut simplement com a Djazair o pels europeus "Arxipèlag". Aquesta província fou el territori concedit inicialment al Kapudan Paixà, cap de la flota. Va tenir diversos límits i va arribar a la seva màxima extensió al segle xvii quan el formaven les illes de la mar Egea, els territoris de la costa d'Anatòlia i de Grècia i temporalment Xipre, encara que Creta n'estava exclosa.
A l'origen es limitava al sandjak de Gal·lípoli (amb els districtes de Galata i Izmid); al primer terç del segle xvi el formaven els sandjaks de Kodja-eli, Sughla i Bighla a Anatòlia, i Negrepont (Eghriboz), Lepant (Aynabakht), Karlo-eli, Mitilene (Midilli) i Mistra (Mizistre) a Grècia. Després s'hi va afegir Rodes (Rodos) vers la meitat del segle xvi; el 1618 s'hi va afegir Quios (Sakiz), Naxos (Naksha) i Andros (Andira); el 1670 s'hi va ajuntar Xipre però l'illa en fou separada el 1703 per esdevenir feu del gran visir, retornant a la província el 1785. Mistra i Karli-eli foren incorporats a l'eyalat de Morea. Quan el càrrec de Kapudan Paixà fou abolit pel tanzimat, l'eyalat abraçava:
- Sandjak de Bigha (on era la capital)
- Sandjak de Rodes
- Sandjak de Quios
- Sandjak de Lesbos (Mitilene)
- Sandjak de Lemnos (Limni)
- Sandjak de Xipre

El sandjak de Bigha fou unit al eyalat de Khudavendigar el 1876 i la capital es va traslladar a Quios i més tard a Rodes. El 1878 Xipre fou ocupada pels britànics. Rodes va passar a Itàlia el 1912 i la resta d'illes van ser adquirides per Grècia a la guerra grecoturca.